# Effectif actuel des Marlies de Toronto
| No    | Nom                     | Nat. | Position       | Arrivée |
| ----- | ----------------------- | ---- | -------------- | ------- |
| +001, | Dylan Ferguson          |      | Gardien de but |         |
| +002, | Noel Hoefenmayer        |      | Défenseur      |         |
| +006, | Marshall Rifai          |      | Défenseur      |         |
| +012, | Matthew Hellickson      |      | Défenseur      |         |
| +032, | Matteo Pietroniro       |      | Défenseur      |         |
| +061, | Axel Rindell            |      | Défenseur      |         |
| +076, | William Villeneuve      |      | Défenseur      |         |
| +081, | Mac Hollowell           |      | Défenseur      |         |
| +082, | Filip Kral              |      | Défenseur      |         |
| +098, | Victor Mete             |      | Défenseur      |         |
| +009, | Marc Johnstone          |      | Ailier droit   |         |
| +011, | Logan Shaw – A          |      | Centre         |         |
| +013, | Ryan Chyzowski          |      | Ailier gauche  |         |
| +022, | Max Ellis               |      | Ailier droit   |         |
| +026, | Nicholas Abruzzese      |      | Ailier gauche  |         |
| +028, | Joey Anderson           |      | Ailier droit   |         |
| +029, | Pontus Holmberg         |      | Centre         |         |
| +033, | Jack Badini             |      | Centre         |         |
| +036, | Joseph Blandisi – A     |      | Centre         |         |
| +046, | Alex Steeves            |      | Ailier gauche  |         |
| +071, | Adam Gaudette           |      | Ailier gauche  |         |
| +074, | Bobby McMann            |      | Ailier gauche  |         |
| +075, | Pavel Gogolev           |      | Ailier gauche  |         |
| +085, | Semyon Der-Arguchintsev |      | Centre         |         |
| +090, | Graham Slaggert         |      | Centre         |         |